# Erich Elsner
Erich Elsner (* 16. März 1911 in Grunau, Landkreis Neisse, Oberschlesien; † 23. April 1985 in Ratingen, Nordrhein-Westfalen) war ein deutscher Bildhauer.

## Leben
Elsner zeichnete schon als Kind gern und viel. Nach einer Tischlerlehre in Neisse machte er in den Jahren 1927 bis 1932 eine weitere Ausbildung an der Akademie für Kunst und Kunstgewerbe Breslau sowie an der Holzschnitzschule Bad Warmbrunn bei den Bildhauern Cirillo Dell’Antonio und Walter Volland. Danach war er in Neisse freischaffend tätig. Nach einem kurzen Studienaufenthalt in den Jahren 1937/1938 in Paris ging er an die Hochschule für Bildende Künste Berlin. Dort erlernte er bei Paul Wynand das plastische Arbeiten, bei Wilhelm Tank Zeichnen und Anatomie. Außerdem orientierte er sich an seinen Vorbildern Georg Kolbe, Fritz Klimsch und Ernst Barlach.
Im Zweiten Weltkrieg geriet Elsner in Kriegsgefangenschaft, aus der er im März 1946 zurückkehrte. Er siedelte sich in Windischeschenbach in der Oberpfalz an und war dort als freischaffender Künstler tätig. In diesen Jahren entstanden neben plastischen Arbeiten auch viele Zeichnungen und Aquarelle. Außerdem befasste sich Elsner intensiv mit der Porträtmalerei. Über Restaurierungsarbeiten in kleineren Kirchen der Region kam er auch zu größeren Aufträgen an Kirchen, Schulen und anderen öffentlichen Gebäuden.
Elsner schaffte es, wieder den Anschluss an die internationale Weiterentwicklung der Bildhauerkunst zu bekommen, den er durch die Zeit des Nationalsozialismus und die Kriegsjahre verloren hatte. Der menschliche Körper stand oft im Mittelpunkt seiner Arbeit.
Elsner heiratete 1954 Ursula Pawlowsky und hatte mit ihr einen Sohn Thomas (* 1960). Etwa 1957/1958 zog das Ehepaar nach Ratingen, wo Elsner seine Arbeiten zum Thema „Mutter und Kind“ begann. 1966 bezog die Familie in Ratingen das Haus Am Waldrand 1, in dem sich bis zuletzt auch sein Atelier befand.
Der Künstler schuf neben Auftragsarbeiten für den öffentlichen Raum auch eine Vielzahl von Kleinplastiken, Reliefs, Skizzen, Zeichnungen und Kastenplastiken. Sein bevorzugtes Material war Stein. Gelegentlich verwandte er Holz oder Bronze. Für die neue Herz-Jesu-Kirche in Ratingen-Ost gestaltete Elsner Altar, Kreuz, Ambo und verschiedene Leuchter in Bronze. Nachfolgend entstanden unter anderem fünf Wappen und eine Schrifttafel für die Gedenkstätte des Deutschen Ostens auf Schloss Burg im Bergischen Land, die überlebensgroße Bronzeplastik des Berggeistes Rübezahl in Goslar-Jürgenohl oder die Bronzeplastik Auffliegende Vögel für die Stadt Ratingen.

## Ausstellungen
- Februar–April 2011: Erich Elsner: Ich lächle, leuchte, wandere …., Sonderausstellung zum 100. Geburtstag des Künstlers, Oberschlesisches Landesmuseum in Ratingen.

## Auszeichnungen
- 1982: Kulturpreis der Stadt Nysa (Neisse)[2]